# Abadia de Royaumont
A Abadia de Royaumont localiza-se nas proximidades da comuna francesa de Asnières-sur-Oise, a 30 km de Paris.
Já foi palco desde espetáculos de ópera, até discussões acadêmicas como o debate entre Chomsky e Piaget e shows de grupos como o Pink Floyd.